# 小行星4880

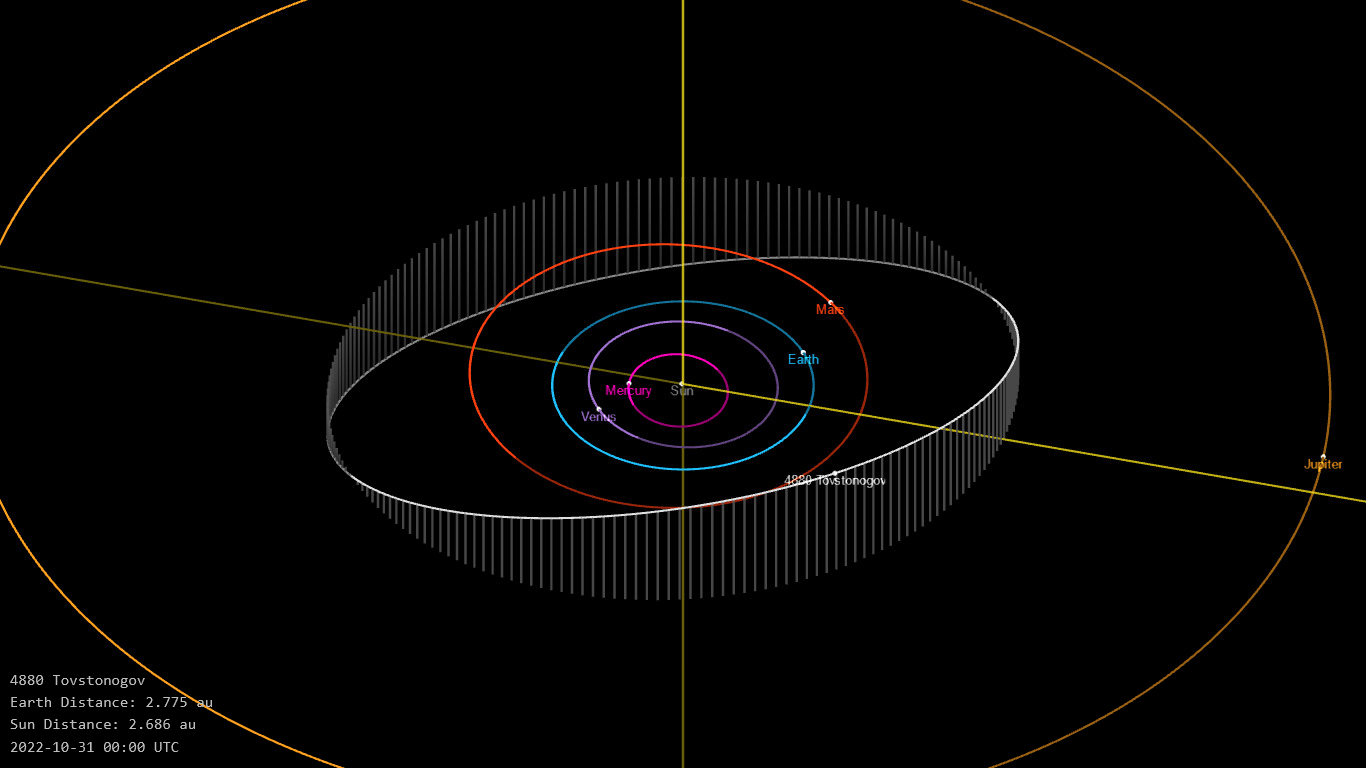
小行星4880

小行星4880（英語：4880 Tovstonogov）是一颗围绕太阳公转的小行星。1975年10月14日，柳德米拉·切爾尼赫在克里米亚发现了此天体。
这颗小行星的绝对星等为190.5621164681109等。